# لويد مور
لويد مور (بالإنجليزية: Lloyd Moore)‏ هو مهندس أمريكي، ولد في 8 يونيو 1912 في فريسبورغ في الولايات المتحدة، وتوفي في 18 مايو 2008.